# Liudmila Arzhánnikova
Liudmila Leonídovna Arzhánnikova (en ruso: Людмила Леонидовна Аржанникова; Kamianské, URSS, 15 de marzo de 1958) es una deportista rusa que compitió en tiro con arco, en la modalidad de arco recurvo. Al final de su carrera compitió por los Países Bajos bajo el nombre de Loedmila Arzjannikova.
Participó en tres Juegos Olímpicos de Verano, entre los años 1988 y 1996, obteniendo una medalla de bronce en Barcelona 1992, en la prueba por equipo (junto con Jatuna Kvrivishvili y Natalia Valeeva), y el cuarto lugar en Seúl 1988, individual y por equipo.
Ganó cinco medallas en el Campeonato Mundial de Tiro con Arco al Aire Libre entre los años 1985 y 1991, diez medallas en el Campeonato Europeo de Tiro con Arco al Aire Libre entre los años 1982 y 1996, y cuatro medallas en el Campeonato Europeo de Tiro con Arco en Sala, en los años 1983 y 1987.

## Palmarés internacional
| Representando a la URSS           |                           |                   |            |
| Campeonato Mundial al Aire Libre  |                           |                   |            |
| Año                               | Lugar                     | Medalla           | Prueba     |
| 1985                              | Seúl (Corea del Sur)      | Medalla de oro    | Equipo     |
| 1985                              | Seúl (Corea del Sur)      | Medalla de plata  | Individual |
| 1987                              | Adelaida (Australia)      | Medalla de oro    | Equipo     |
| 1989                              | Lausana (Suiza)           | Medalla de bronce | Equipo     |
| 1991                              | Cracovia (Polonia)        | Medalla de plata  | Equipo     |
| Campeonato Europeo al Aire Libre  |                           |                   |            |
| Año                               | Lugar                     | Medalla           | Prueba     |
| 1982                              | Kecskemét (Hungría)       | Medalla de oro    | Equipo     |
| 1982                              | Kecskemét (Hungría)       | Medalla de bronce | Individual |
| 1986                              | Esmirna (Turquía)         | Medalla de oro    | Individual |
| 1986                              | Esmirna (Turquía)         | Medalla de oro    | Equipo     |
| 1988                              | Luxemburgo (Luxemburgo)   | Medalla de oro    | Individual |
| 1988                              | Luxemburgo (Luxemburgo)   | Medalla de oro    | Equipo     |
| 1990                              | Barcelona (España)        | Medalla de oro    | Equipo     |
| 1990                              | Barcelona (España)        | Medalla de plata  | Individual |
| Campeonato Europeo en Sala        |                           |                   |            |
| Año                               | Lugar                     | Medalla           | Prueba     |
| 1983                              | Falun (Suecia)            | Medalla de oro    | Equipo     |
| 1983                              | Falun (Suecia)            | Medalla de bronce | Individual |
| 1987                              | París (Francia)           | Medalla de oro    | Individual |
| 1987                              | París (Francia)           | Medalla de oro    | Equipo     |
| Representando al Equipo Unificado |                           |                   |            |
| Juegos Olímpicos                  |                           |                   |            |
| Año                               | Lugar                     | Medalla           | Prueba     |
| 1992                              | Barcelona (España)        | Medalla de bronce | Equipo     |
| Representando a la CEI            |                           |                   |            |
| Campeonato Europeo al Aire Libre  |                           |                   |            |
| Año                               | Lugar                     | Medalla           | Prueba     |
| 1992                              | La Valeta (Malta)         | Medalla de oro    | Equipo     |
| Representando a los Países Bajos  |                           |                   |            |
| Campeonato Europeo al Aire Libre  |                           |                   |            |
| Año                               | Lugar                     | Medalla           | Prueba     |
| 1996                              | Kranjska Gora (Eslovenia) | Medalla de bronce | Equipo     |